# Mira (nome)
Mira è un nome proprio di persona femminile.

## Varianti
- Maschili: Miro

## Origine e diffusione

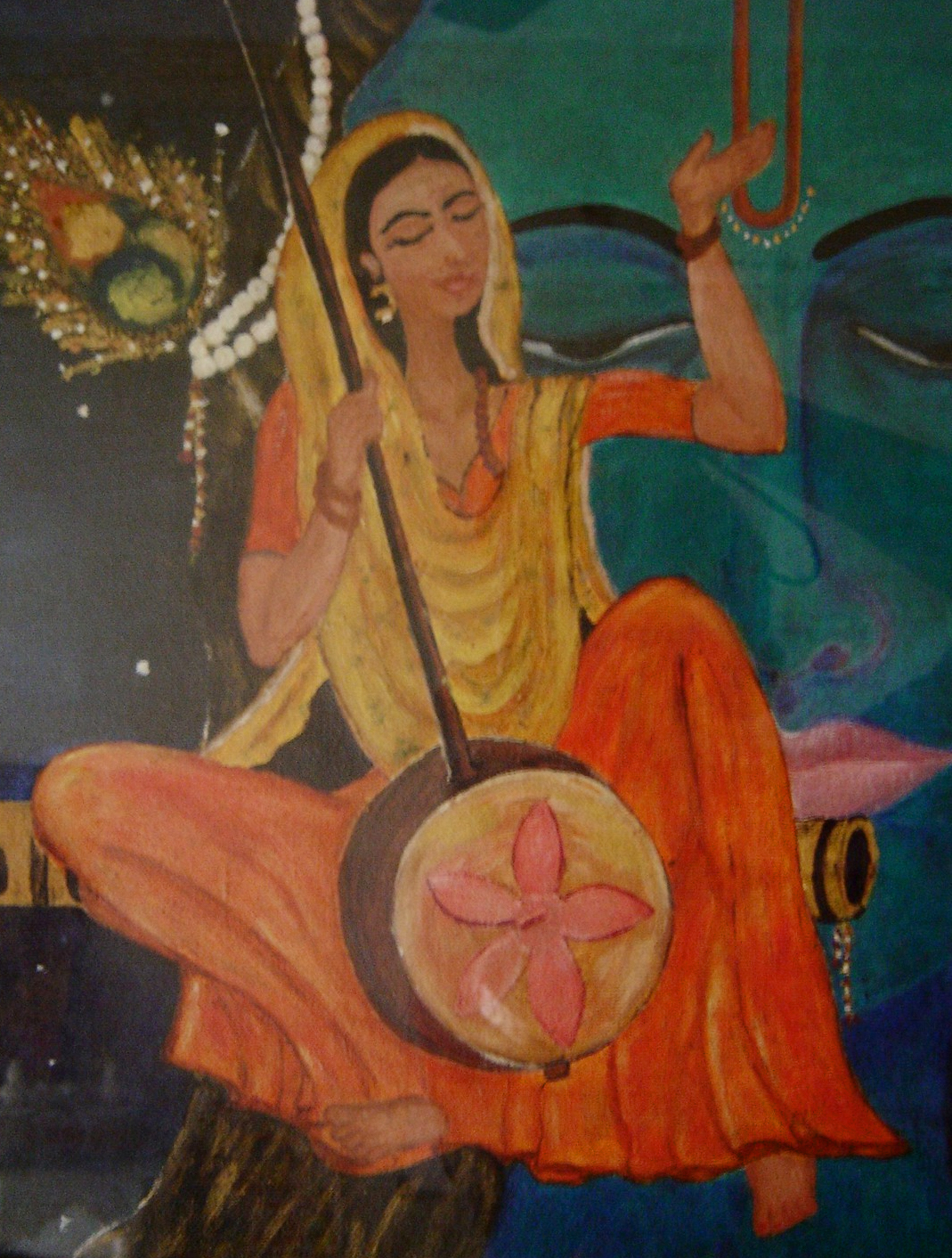
Raffigurazione di Mīrābāī, chiamata anche "Mira"

Il nome ha una grande quantità di etimologie possibili, elencate di seguito, tutte valide (identificanti cioè nomi omonimi ma provenienti da culture differenti):
- Nome diffuso nel subcontinente indiano, dalla parola sanscrita मीरा (Mira o Meera), che significa "mare", "oceano"[1]; è quindi affine per significato al nome Oceano. Mira era un altro nome di Mīrābāī, principessa indiana del XVI secolo che si consacrò a Krishna[1]; è attestato in hindi, marathi (मीरा), malayalam (മീര), tamil (மீரா) e kannada (ಮೀರಾ)[1].
- Nome spagnolo e chamorro derivato dalla parola omonima (mira in chamorro, myrrha in latino), cioè "mirra"[2]. Inoltre in spagnolo (e, sebbene poco usato, anche in italiano) mira significa "guarda"[3]. Con significato simile può anche derivare dal latino mirus, "mirabile, meraviglioso, straordinario"[4]
- Nome diffuso in alcune lingue slave (quali bulgaro, macedone, serbo, sloveno e croato, scritto in cirillico "Мира"[1]), diminutivo di altri nomi che contengono la parola mir, che significa sia "pace" che "mondo"[1], come ad esempio Miroslava, Dragomira e via dicendo. In questo caso ha lo stesso significato di molti altri nomi, quali Pace, Concordia, Irene, Frida, Shanti e Salomè.
- Nome inglese, forma contratta di Muriel[2].
- Diminutivo di altri nomi[4], come Miranda, Casimira, Palmira, Samira, Vladimira, Mirella, Miriana, così come forma femminile di Miro.

Non va confuso con il nome Myra, sebbene siano quasi omografi.

## Onomastico
Il nome è di per sé adespota, cioè non è portato da alcuna santa, quindi l'onomastico ricade il 1º novembre, per Ognissanti. Tuttavia può anche essere festeggiato nello stesso giorno degli altri nomi di cui può rappresentare un diminutivo, oppure nello stesso giorno di Miro, cioè il 10 o il 21 maggio in memoria di san Miro di Canzo.

## Persone
- Mira Bjedov, cestista jugoslava

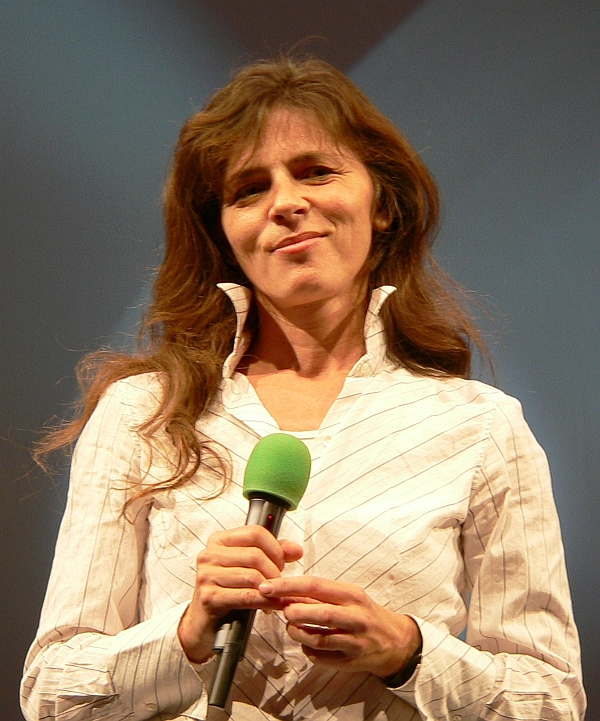
Mira Furlan

- Mira Furlan, attrice e cantante croata
- Mira Golubović, pallavolista serba
- Mira Lesmana, produttrice cinematografica, sceneggiatrice e regista indonesiana
- Mira Nair, regista e sceneggiatrice indiana
- Mira Sorvino, attrice statunitense

## Il nome nelle arti
- Mira è un personaggio dell'universo espanso di Guerre stellari.
- Mira è un personaggio della serie televisiva Spartacus.
- Mira Fermin è un personaggio della serie animata Bakugan Battle Brawlers: New Vestronia.
- Meera Reed, personaggio della serie di romanzi Cronache del ghiaccio e del fuoco dello scrittore statunitense George R.R. Martin.
- Mera è un personaggio dei fumetti pubblicato dalla DC Comics.

## Toponimi
- Mira è una stella nella costellazione della Balena.